# Rachau
Rachau ist eine ehemalige Gemeinde mit 612 Einwohnern (Stand: 31. Oktober 2013)
im Bezirk Murtal und Gerichtsbezirk Judenburg in der Steiermark (Österreich). 

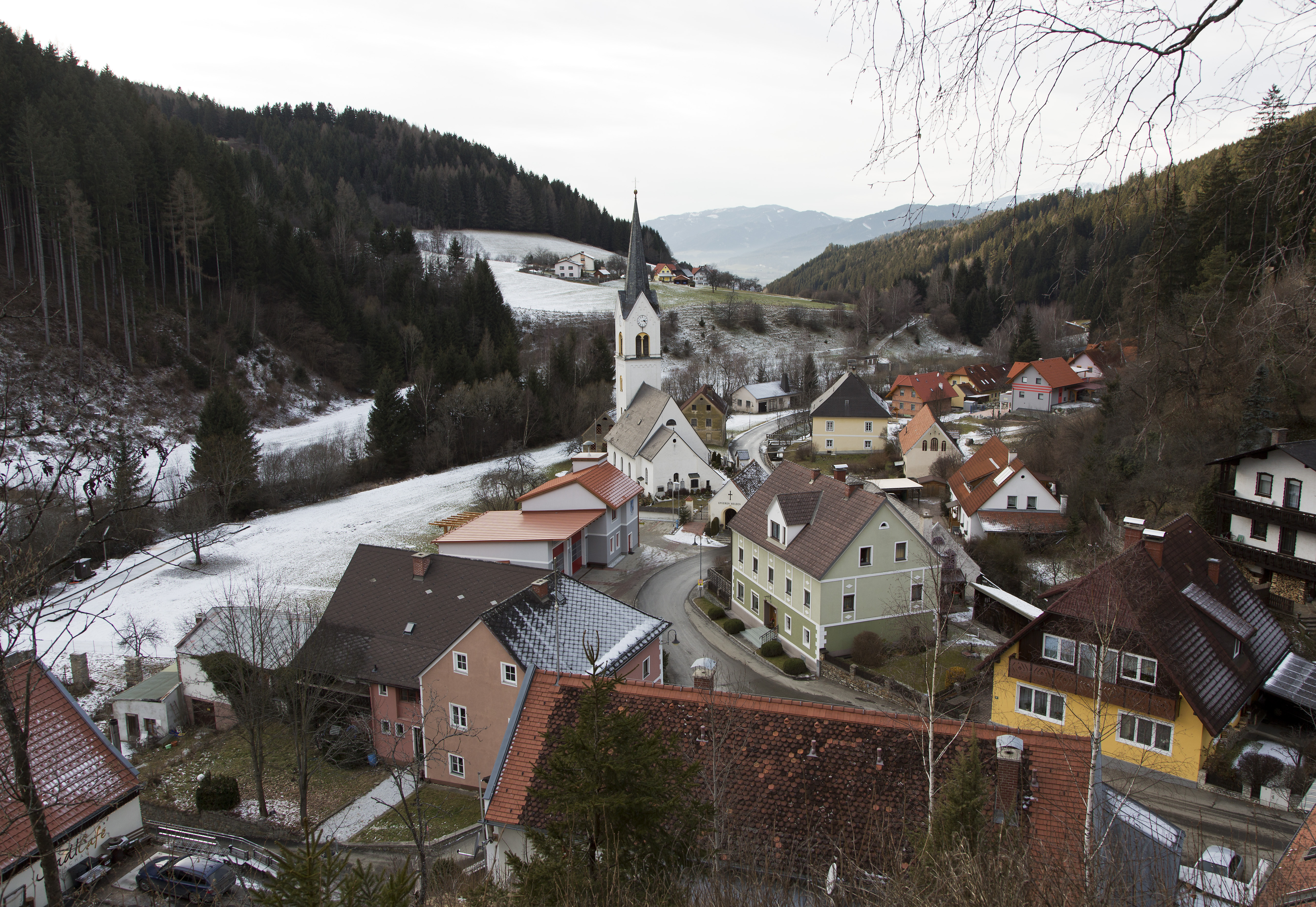
Der Ort Rachau von Osten

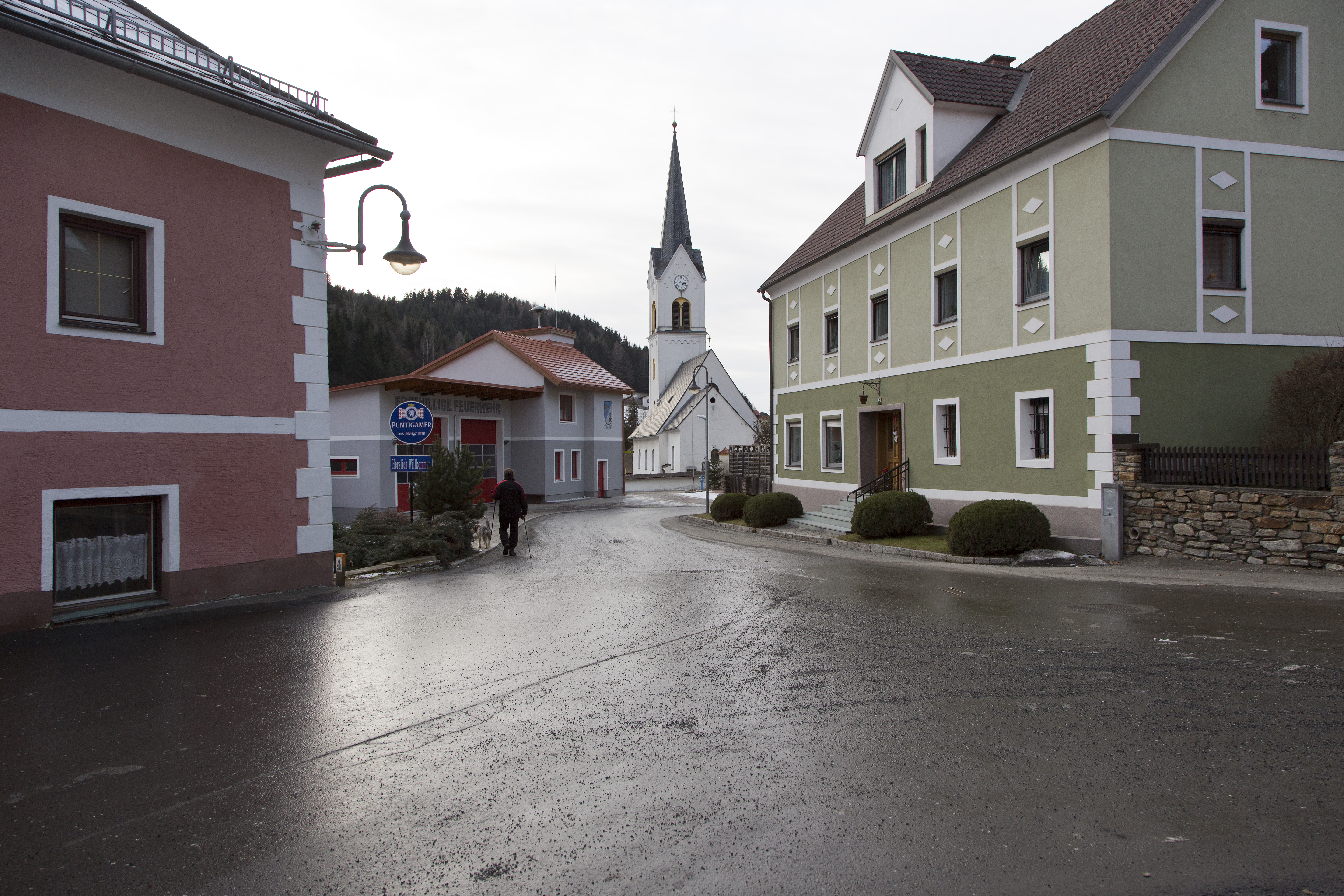
Rachau mit Feuerwehrhaus und Pfarrkirche

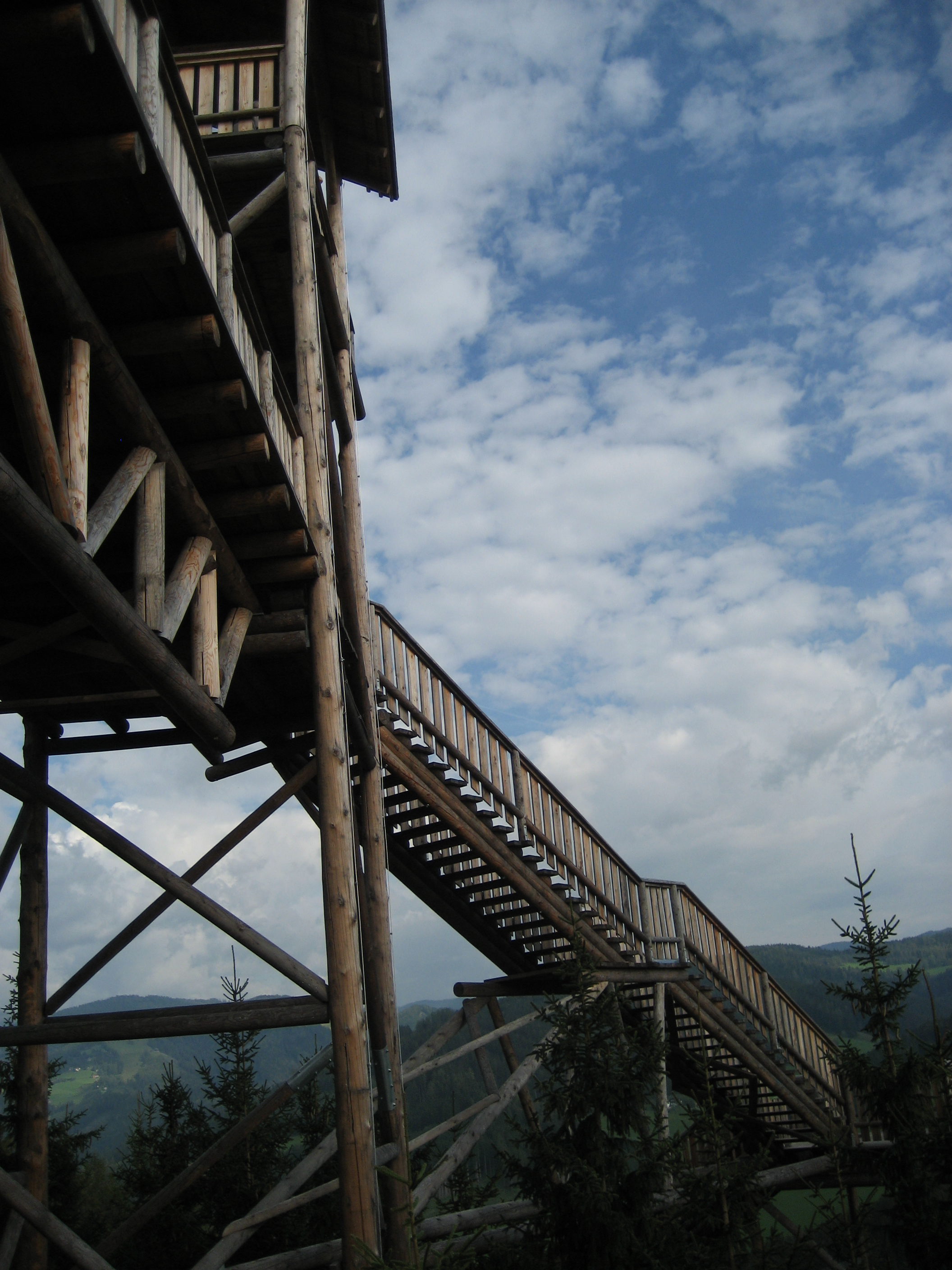
Am Wipfelwanderweg

## Geografie

### Geografische Lage
Rachau liegt am Rande des steirischen Aichfeldes.

### Gemeindegliederung
Das Gemeindegebiet umfasste folgende drei Ortschaften (in Klammern Einwohnerzahl Stand 31. Oktober 2011):
- Glein (158)
- Mitterbach (145)
- Rachau (304)

Die Gemeinde bestand aus den vier Katastralgemeinden Glein, Mitterbach, Rachau I und Rachau II.

### Gemeindezusammenlegung
Im Rahmen der steiermärkischen Gemeindestrukturreform ist Rachau seit 1. Jänner 2015 mit den Gemeinden Sankt Lorenzen bei Knittelfeld und Sankt Margarethen bei Knittelfeld zusammengeschlossen,
die neue Gemeinde führt den Namen Sankt Margarethen bei Knittelfeld weiter. Grundlage dafür ist das Steiermärkische Gemeindestrukturreformgesetz – StGsrG.

### Nachbarorte
Nachbarorte sind (die teilweise früher selbständigen Gemeinden):
Apfelberg, St. Margarethen, St. Lorenzen, Kleinlobming, St. Stefan ob Leoben, Salla, Übelbach, Kainach bei Voitsberg und Gallmannsegg.

## Geschichte
Die politische Gemeinde Rachau wurde 1849/50 errichtet.

## Wirtschaft und Infrastruktur
In Rachau bestehen:
- ein Kindergarten
- eine Volksschule
- zwei Freiwillige Feuerwehren
- ein Almgasthaus – das Gröndahlhaus
- sowie die Gasthäuser
  - Schmalzmüllerhof in der Glein
  - Thalberghof
  - die Erlebnisgastronomie Fuchs & Henne beim Wipfelwanderweg in Mitterbach
  - dem Sempre Stadlcafe (Italienisches Restaurant)
  - Rachauerhof in Rachau

Die Hauptattraktion der Gemeinde ist der Wipfelwanderweg in Mitterbach.

### Tourismus
In Rachau befand sich bis zum Jahr 2022 der Wipfelwanderweg, der auf 2,7 km Länge, teilweise über Lärchenholzstege und -treppen in Baumwipfelhöhe, durch einen Wald auf dem Gobernitzberg führt. Begleitet wird der Weg durch zahlreiche Spiel-, Lern- und Fitnesstationen.

## Kultur und Sehenswürdigkeiten
- Katholische Pfarrkirche Rachau hl. Oswald

Naturdenkmäler
- Gleinbach, der im Oberlauf ein Naturdenkmal darstellt

Veranstaltungen
- Von 1995 bis 2004 fand das sogenannte Hillclimbing am Teufelsberg in Rachau statt.[8]
- Jährlich am 26. Dezember findet der traditionelle Steirerball der Landjugend statt.

## Politik
Bürgermeister war bis zur Auflösung der Gemeinde am 31. Dezember 2014 Karl Hirtler von der ÖVP, Bernadette Hartleb (ÖVP) war Vizebürgermeisterin.
Der am 31. Dezember 2014 aufgelöste Gemeinderat setzte sich nach den Gemeinderatswahlen von 2010 wie folgt zusammen:
6 ÖVP, und 3 SPÖ.

### Wappen
Die Verleihung des Gemeindewappens erfolgte mit Wirkung vom 1. August 1959.

Blasonierung (Wappenbeschreibung):
„In einem von Blau und Silber schräglinks geteilten Schild eine goldene heraldische Lilie im blauen und ein blauer rotbezungter Hundekopf mit beringtem goldenem Halsband im silbernen Felde.“